# Jan Krzycki
Jan Krzycki herbu Kotwicz (zm. 1720) – kasztelan nakielski.

## Rodzina
Ojcem jego był Stanisław, kasztelan poznański. Matka Ewa Raczyńska herbu Nałęcz, była córką Zygmunta, surrogatora nakielskiego grodzkiego. Ożenił się z Eleonorą Suchorzewską, z której dochował się dwóch córek i sześciu synów: Antonina – późniejsza żona Jana Michała Goetzendorf-Grabowskiego, kasztelana elbląskiego; Joanna, późniejsza żona Stanisława Bnińskiego, starosty nakielskiego. Z synów Antoni pełnił urząd kasztelana krzywińskiego.

## Pełnione urzędy
Początkowo pełnił urząd podstolego kaliskiego od 1695 roku. W latach 1713–1720 sprawował urząd kasztelana nakielskiego.
Był dziedzicem Dzbarza i Służewca, Imielina, Pyr i Powsina.
Poseł na sejm 1701 roku i sejm z limity 1701-1702 roku z województwa kaliskiego. Sędzia kapturowy ziemstwa i grodu poznańskiego w 1704 roku. Jako poseł województwa kaliskiego był uczestnikiem Walnej Rady Warszawskiej 1710 roku.